# Municipio de Bathgate
El municipio de Bathgate (en inglés: Bathgate Township) es un municipio ubicado en el condado de Pembina en el estado estadounidense de Dakota del Norte. En el año 2010 tenía una población de 72 habitantes y una densidad poblacional de 1,05 personas por km².

## Geografía
El municipio de Bathgate se encuentra ubicado en las coordenadas 48°51′30″N 97°29′28″O / 48.85833, -97.49111. Según la Oficina del Censo de los Estados Unidos, el municipio tiene una superficie total de 68.67 km², de la cual 68,67 km² corresponden a tierra firme y (0 %) 0 km² es agua.

## Demografía
Según el censo de 2010, había 72 personas residiendo en el municipio de Bathgate. La densidad de población era de 1,05 hab./km². De los 72 habitantes, el municipio de Bathgate estaba compuesto por el 100 % blancos. Del total de la población el 0 % eran hispanos o latinos de cualquier raza.